# Epidendrum whittenii
Epidendrum whittenii är en orkidéart som beskrevs av Eric Hágsater och Dodson. Epidendrum whittenii ingår i släktet Epidendrum och familjen orkidéer. Inga underarter finns listade i Catalogue of Life.